# Seabourn Encore
Die Seabourn Encore ist ein 2016 in Dienst gestelltes Kreuzfahrtschiff der zur Carnival Corporation gehörenden Marke Seabourn Cruise Line.

## Geschichte
Das Schiff wurde unter der Baunummer 6251 auf der Fincantieri-Werft in Marghera gebaut. Der Bauvertrag wurde am 14. Januar 2014 geschlossen. Im Januar 2015 wurden die Namen Seabourn Encore und Seabourn Ovation für das Schwesterschiff bekanntgegeben. Der erste Stahlschnitt fand am 13. April 2015, die Kiellegung am 15. September 2015 statt. Das Aufschwimmen des Schiffes erfolgte am 4. März. Patin bei der Aufschwimm-Zeremonie war Marnie Tihany, die Ehefrau des Hotel- und Restaurantdesigner Adam D. Tihany, die im Februar auch Patin der traditionellen Münz-Zeremonie war. Das Schiff wurde am 30. November 2016 fertiggestellt und an die Reederei übergeben. Getauft wurde es am 7. Januar 2017 in Singapur. Taufpatin war die britische Sängerin Sarah Brightman.
Der Gästebereich des Schiffes wurde vom Hotel- und Restaurantdesigner Adam D. Tihany entworfen, der auch mit Blick auf die Zielgruppe des Schiffes – Passagiere über 60 Jahre – in vielen Bereichen auf runde Formen gesetzt hat, die weniger Verletzungsgefahr als Kanten bergen. Die Baukosten für das Schiff beliefen sich auf rund 270 Millionen US-Dollar.
Im Februar 2017 kollidierte das Schiff im Hafen von Timaru in Neuseeland mit dem Frachtschiff Milburn Carrier II, nachdem wegen starken Windes mehrere Festmacherleinen gebrochen waren.

## Beschreibung
Das Schiff basiert auf der aus drei Schiffen bestehenden Odyssey-Klasse von Seabourn Cruise Line und ist im Vergleich zu diesen etwa zehn Meter länger sowie um ein Deck erweitert worden. Das Schiff verfügt über zwölf Decks, von denen zehn für Passagiere zugänglich sind (auf dem untersten Passagierdeck, Deck 3, ist für Passagiere allerdings nur die Badeplattform am Heck des Schiffes zugänglich). Alle Kabinen sind Außenkabinen mit Balkon.
Das Schiff ist für 635 Passagiere zugelassen, die in 300 Kabinen untergebracht werden können. Insgesamt ist an Bord Platz für 1.120 Personen. Für die Schiffsbesatzung stehen 238 Kabinen zur Verfügung.

## Technische Daten und Ausstattung
Der Antrieb des Schiffes erfolgt dieselelektrisch. Die Propulsion erfolgt durch zwei Elektromotoren des Herstellers Wärtsilä SAM Electronics mit jeweils 6.000 Kilowatt Leistung, die auf zwei Festpropeller wirken. Das Schiff ist mit zwei Bugstrahlrudern mit jeweils 1.750 Kilowatt Leistung und zwei Heckstrahlrudern mit jeweils 1.500 Kilowatt Leistung ausgerüstet.
Für die Stromerzeugung stehen vier Dieselgeneratorsätze zur Verfügung. Die Generatoren werden jeweils von einem Zwölfzylinder-Dieselmotor des Herstellers Wärtsilä (Typ: 12V32D) mit jeweils 5.760 Kilowatt Leistung angetrieben und haben eine Scheinleistung von 8.235 kVA. Das Schiff erreicht eine Geschwindigkeit von 18,6 Knoten. Die Bunkerkapazität reicht aus, um bei einer Geschwindigkeit von 15 Knoten rund 5.000 Seemeilen zurückzulegen. Für die Abgasentschwefelung wurden zwei Gaswäscher verbaut.
Die Trinkwassererzeugung an Bord erfolgt mithilfe von zwei Verdampfern und zwei Anlagen, die das Verfahren der Umkehrosmose nutzen. Die Verdampfer nutzen die Abwärme der Hauptmotoren. Sie können jeweils 200 Kubikmeter Trinkwasser in 24 Stunden erzeugen. Die beiden Umkehrosmose-Anlagen können jeweils 400 Kubikmeter in 24 Stunden erzeugen. Insgesamt können somit an Bord 1.200 Kubikmeter Trinkwasser in 24 Stunden erzeugt werden.
Das Schiff ist mit vier Beibooten von Hatecke ausgerüstet, die an hydraulisch betriebenen Davits aufgehängt sind. Die Boote können auch als Rettungsboote dienen. Die Boote sind für 120 Personen zugelassen, als Rettungsboote können sie 150 Personen fassen. Darüber hinaus ist das Schiff mit zwei weiteren an Davits aufgehängten Rettungsbooten von Hatecke ausgerüstet, die jeweils 120 Personen fassen, sowie mit 16 Rettungsinseln für je 35 Personen, von denen acht ebenfalls mithilfe von Davits ausgesetzt werden können.